# شام تپه سی
شام تپه سی مربوط به دوره ساسانیان - سده‌های اولیه و میانه دوران‌های تاریخی پس از اسلام است و در شهرستان گرمی، بخش انگوت، دهستان انگوت شرقی، روستای محمد تقی واقع شده و این اثر در تاریخ ۱۵ دی ۱۳۸۷ با شمارهٔ ثبت ۲۴۰۰۳ به‌عنوان یکی از آثار ملی ایران به ثبت رسیده است.